# Mauro Mancini
Mauro Mancini (Castiglioncello, 1927 – Isole Falkland, 4 aprile 1978) è stato un marinaio, scrittore, giornalista esploratore italiano.
È noto principalmente per la collana "Il tagliamare" da lui fondata e tutt'oggi utilizzata come punto di riferimento da molti equipaggi italiani.
Nel 1977 prepara - insieme ad Ambrogio Fogar - una nuova impresa d'esplorazione a bordo della barca a vela "Surprise"; però, il 19 gennaio 1978, al largo delle isole Falkland nel Sud dell'Oceano Atlantico, l'imbarcazione viene colpita da un branco di orche o balene e affonda in poco tempo. Mancini e Fogar, che riescono a portare con loro sulla zattera autogonfiabile di salvataggio solo un po' di zucchero e un pezzo di pancetta e a uccidere a colpi di remi due cormorani nelle settimane successive, sopravviveranno in mare bevendo acqua piovana e nutrendosi delle telline che si attaccavano al fondo della zattera. Il 2 aprile, dopo 74 giorni alla deriva, vengono finalmente individuati e soccorsi dal mercantile greco Master Stefanos al comando di Johannis Kukunaris. Sono in gravissime condizioni (hanno perso circa 40 chilogrammi): due giorni dopo Mauro Mancini muore di polmonite; solo Fogar riesce a sopravvivere.